# River Misbourne
River Misbourne är ett vattendrag i Storbritannien.   Det ligger i kommunen Buckinghamshire och riksdelen England, i den södra delen av landet, 26 km väster om huvudstaden London.